# Geoffroy Grison
Pour les articles homonymes, voir Grison.
Ne doit pas être confondu avec Geoffroy Grisegonelle.
Geoffroy Grison, est un producteur de cinéma et scénariste français, né le 6 juin 1972.

## Biographie
Il est membre du collectif 50/50 qui a pour but de promouvoir l’égalité des femmes et des hommes et la diversité dans le cinéma et l’audiovisuel,.

## Filmographie
Producteur
- 2011 : Avé
- 2009 : La Tueuse
- 2008 : Un si beau voyage
- 2007 : Ce que mes yeux ont vu
- 2007 : La Pluie des prunes
- 2007 : Tehilim
- 2004 : Les Pierres
- 2002 : Apartment 5C
- 2001 : L'Attaque du camion de glaces
- 2001 : I Am Josh Polonski's Brother
- 2000 : Le P'tit Bleu
- 1999 : The Shade

Scénariste
- 2013 : Le Cours étrange des choses